# 井波線
井波線（いなみせん）は、かつて日本国有鉄道が運行していた富山県西礪波郡福光町（現南砺市）の福光駅から同県東礪波郡庄川町（現砺波市）の小牧堰堤駅を結ぶ自動車路線である。昭和24年日本国有鉄道公示第31号「国鉄自動車路線名称」においては名金線の部に属した。

## 概要

金白北線路線図

1951年（昭和26年）3月10日に開業した金福線福光駅 - 井波駅前駅間の自動車路線は、1953年（昭和28年）12月30日に金白北線と線路名称を改めるとともに井波駅前駅 - 小牧堰堤駅間が延伸開業した。同区間は医王山線を除くほかの金白北線所属路線と同様に1955年（昭和30年）10月28日に金白北本線と改称されたが、続いて1963年（昭和38年）1月10日に同区間のみ井波線と線路名称を定めた。その後、1970年（昭和45年）7月11日をもって井波線は全線廃止された。
『鉄道辞典』によると、福光駅 - 小牧堰堤駅間においては普通および回数乗車券所持の旅客に限り、加越能鉄道と相互乗車の取扱を行っていた。

## 沿革
- 1951年（昭和26年）3月10日 - 金福線福光駅 - 井波駅前駅間が開業する[2][3]。福光駅を除く全部の駅において旅客に限り取扱を行う[3]。
- 1953年（昭和28年）12月30日 - 金福線を金白北線に改称する[4]。金白北線井波駅前駅 - 小牧堰堤駅間が開業する[2][9]。新設の駅はいずれも旅客に限り取扱を行う[9]。
- 1955年（昭和30年）
  - 4月1日 - 金屋駅を庄川町駅と改称する[10]。
  - 10月28日 - 新設の医王山線（武蔵ヶ辻駅 - 加賀二俣駅 - 古屋谷駅間）を除く金白北線を金白北本線と改称する[5]。
- 1958年（昭和33年）4月1日 - 自動車線共通乗車規則を定め、加越能鉄道と福光駅 - 小牧堰堤駅間において普通乗車券または回数乗車券を所持する旅客に限り共通乗車の取扱を開始する[8]。
- 1963年（昭和38年）1月10日 - 金白北本線福光駅 - 小牧堰堤駅間を井波線として線路名称を定める[6]。福光駅 - 越中北山田駅間に一日市駅、福野南口駅 - 越中高瀬駅間に安清駅、越中高瀬駅 - 南山見駅間に高瀬神社前駅が開業する[11]。新設の駅はいずれも旅客に限り取扱を行う[11]。
- 1965年（昭和40年）9月11日 - 南山見駅 - 井波駅前駅間に井波中央駅、三楽園前駅 - 湯谷口駅間に小牧発電所前駅が開業する[12]。
- 1968年（昭和43年）12月13日 - 井波中央駅を廃止する[13]。
- 1970年（昭和45年）
  - 6月25日 - 自動車線共通乗車規則（昭和33年日本国有鉄道公示第78号）中、加越能鉄道との共通乗車区間から福光駅 - 小牧堰堤駅間を削除する[14]。
  - 7月11日 - 同日限りをもって井波線福光駅 - 小牧堰堤駅間における一般乗合旅客自動車運送事業を廃止する[7]。

## 駅一覧
| 駅名         | 訓                     | 位置                           | 備考                                                          |
| ------------ | ---------------------- | ------------------------------ | ------------------------------------------------------------- |
| 福光         | ふくみつ               | 既設停車場                     | 既設停車場                                                    |
| 一日市       | していち               | 富山県西礪波郡福光町大字一日市 | 1963年（昭和38年）1月10日開業                                 |
| 越中北山田   | えっちゅうきたやまだ   | 富山県東礪波郡北山田村大字宗守 | 1951年（昭和26年）3月10日開業                                 |
| 福野南口     | ふくのみなみぐち       | 富山県東礪波郡福野町大字田屋   | 1951年（昭和26年）3月10日開業                                 |
| 安清         | やすきよ               | 富山県東礪波郡福野町大字安清   | 1963年（昭和38年）1月10日開業                                 |
| 越中高瀬     | えっちゅうたかせ       | 富山県東礪波郡高瀬村大字三清   | 1951年（昭和26年）3月10日開業                                 |
| 高瀬神社前   | たかせじんじゃまえ     | 富山県東礪波郡井波町大字北市   | 1963年（昭和38年）1月10日開業                                 |
| 南山見       | みなみやまみ           | 富山県東礪波郡南山見村大字今里 | 1951年（昭和26年）3月10日開業                                 |
| 井波中央     | いなみちゅうおう       | 富山県東礪波郡井波町本町       | 1965年（昭和40年）9月11日開業、1968年（昭和43年）12月13日廃止 |
| 井波駅前     | いなみえきまえ         | 富山県東礪波郡井波町大字北川   | 1951年（昭和26年）3月10日開業                                 |
| 越中今町     | えっちゅういままち     | 富山県東礪波郡井波町大字本町   | 1953年（昭和28年）12月30日開業                                |
| 庄川町       | しょうがわまち         | 富山県東礪波郡庄川町大字金屋   | 1953年（昭和28年）12月30日開業、1955年（昭和30年）4月1日改称  |
| 三楽園前     | さんらくえんまえ       | 富山県東礪波郡庄川町大字金屋   | 1953年（昭和28年）12月30日開業                                |
| 小牧発電所前 | こまきはつでんしょまえ | 富山県東礪波郡庄川町大字金屋   | 1965年（昭和40年）9月11日開業                                 |
| 湯谷口       | ゆやぐち               | 富山県東礪波郡庄川町大字小牧   | 1953年（昭和28年）12月30日開業                                |
| 小牧堰堤     | こまきえんてい         | 富山県東礪波郡庄川町大字小牧   | 1953年（昭和28年）12月30日開業                                |

以上の表における所在地の記述はその駅が自動車駅として開業した当時における公示の表記によるものである。なお、一般に国鉄自動車線には停車場（駅）の他に旅客取扱を行う乗降場を設けている場合があるが、上記の表に乗降場は含めていない。